# Atopsyche kingi
Atopsyche kingi är en nattsländeart som beskrevs av Ross 1953. Atopsyche kingi ingår i släktet Atopsyche och familjen Hydrobiosidae. Inga underarter finns listade i Catalogue of Life.

## Bildgalleri

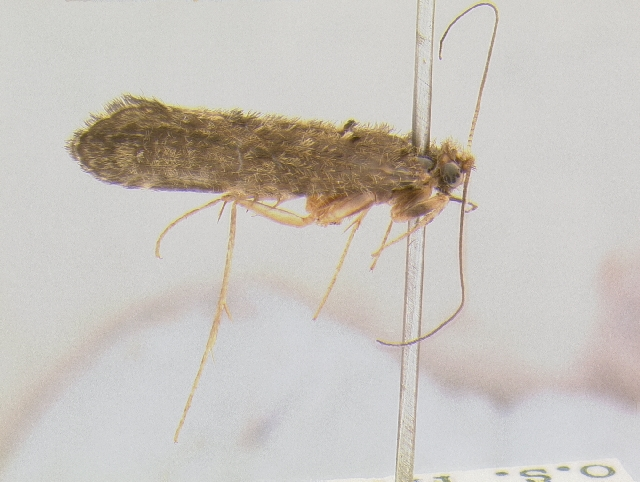